# قاسم فخرو
قاسم محمد يوسف عبد الرحمن عبد الله حسن محمود فخرو (ولد 1934 في المحرق، البحرين - توفي 13 يناير 2017 في عالي، البحرين) تاجر وسياسي بحريني.

## النشأة والتعليم
وُلد فخرو في عام 1934 في المحرق في البحرين. والده هو التاجر المعروف يوسف بن عبد الرحمن آل فخروه ووالدته فاطمة أحمد مراد. درس في الجامعة الأميركية في بيروت من 1950 إلى 1953. التحق في الجامعة الأمريكية بالقاهرة وتخرّج منها في عام 1957.

## المسيرة التجارية
التحق بعدها بالعمل في شركة العائلة ومنها امتهن العمل التجاري. شارك في تأسيس العديد من الشركات العامة والخاصة. عمل رئيساً لمجلس إدارة العديد من الشركات المساهمة العامة مثل شركة البحرين للسياحة وشركة البحرين الوطنية للتأمين وعضواً في مجلس إدارة البنك الأهلي وشركة البحرين للسينما وغيرها.

## المسيرة السياسية
تولى العديد من المهام الحكومية حيث كان نائباً لرئيس الهيئة البلدية المركزية في سبعينيات القرن العشرين. كان عضواً ونائباً لرئيس أول مجلس شورى من 1993 إلى 1996. كان أول رئيس لمجلس إدارة مصرف البحرين المركزي بعد تأسيسه في عام 2006.

## الوفاة
توفي فخرو في 13 يناير 2017 ودفن في اليوم التالي في مقبرة المحرق.

## الحياة الشخصية
متزوج من فريدة محمد عبد الله جمعة ولديه أربعة أبناء: غسان، طارق، منى وفاطمة.